# Поос, Жак
Жак По́ос (фр. Jacques Poos; 3 июня 1935, Люксембург — 19 февраля 2022, там же) — государственный и политический деятель Люксембурга, вице-премьер и министр иностранных дел в 1984—1999 годах.

## Биография
В 1958 году окончил Лозаннский университет (Швейцария) по специальности «Экономические и коммерческие исследования», в 1960 году получил высшее образование в Люксембургском экономическом университете, а в 1961 году — докторскую степень по экономике в Лозаннском университете.
С 1959 по 1962 год работал в министерстве национальной экономики. В 1962—1964 годах в Национальном институте статистики и экономических исследований (STATEC). С 1964 по 1976 год был главным редактором газеты Escher Tageblatt.
В 1969 году начал политическую карьеру в качестве муниципального советника городского совета в Эш-сюр-Альзетте (до 1976 года). Был избран в Палату депутатов в 1970 году. Являлся председателем социалистической парламентской группы в 1975—1976 годах, а также председателем парламентского комитета по финансам и бюджету в тот же период.
Был избран в исполнительный комитет Люксембургской социалистической рабочей партии (ЛСРП) в 1976 году и стал вице-президентом партии в 1982 году. В 1984 и 1989 годах возглавлял избирательные списки ЛСРП.
С 1976 по 1979 год — министр финансов, управляющий Всемирного банка, Международного валютного фонда и Европейского инвестиционного банка. С 1980 по 1982 год возглавлял Континентальный банк Люксембурга (BCL), затем, в период с 1982 по 1984 год, управлял банком Paribas Luxembourg SA.
В 1984 году вернулся в правительство в качестве вице-премьера, министра финансов, министра иностранных дел, внешней торговли и сотрудничества, министра национальной экономики и по делам среднего класса. С 1989 по 1999 год занимал посты заместителя премьер-министра, министра иностранных дел, внешней торговли и сотрудничества и министра общественных работ.
В 1984—1989 годах — министр вооружённых сил и министр внешней торговли и по делам сотрудничества.
С января по июль 1985 года и с января по июль 1991 года он председательствовал в Совете Европейского союза одновременно с председателем Европейского совета Жаком Сантером, тогдашним премьер-министром Люксембурга.
В 1991 году он был одним из участников переговоров по Брионскому соглашению, которое положило конец десятидневной войне в Словении.
В 1999 году покинул правительство и был избран членом Европейского парламента, где он заседал в Комитете по иностранным делам, правам человека, общей политике безопасности и обороны, а также был разработчиком проекта вступления Кипра в ЕС.
В 2003 году получил степень почетного доктора права в Университете Пантеон (Греция).
В 2004 году оставил активную политику. Остаётся членом советов директоров различных национальных и международных организаций и компаний.
Умер 19 февраля 2022 года в возрасте 86 лет.
Женат, отец трёх детей.